# Короне (Бергамо)
Короне је насеље у Италији у округу Бергамо, региону Ломбардија.
Према процени из 2011. у насељу је живело 103 становника. Насеље се налази на надморској висини од 1012 м.